# Rejtan (herb szlachecki)
Rejtan (Reyten, Reithein, Reuten) – herb szlachecki.

Herb

## Opis herbu
W polu czerwonym – na siwym koniu jeździec zbrojny z kopią naprzód wymierzoną. Nad hełmem w koronie – pół rycerza zbrojnego z kopią na dół żeleźcem w prawej, z lewą na biodrze opartą. Labry czerwone podbite srebrem.

## Herbowni
Reytan (Rejtan), Reyten, Rój, Roj